# Katonai Érdemkereszt

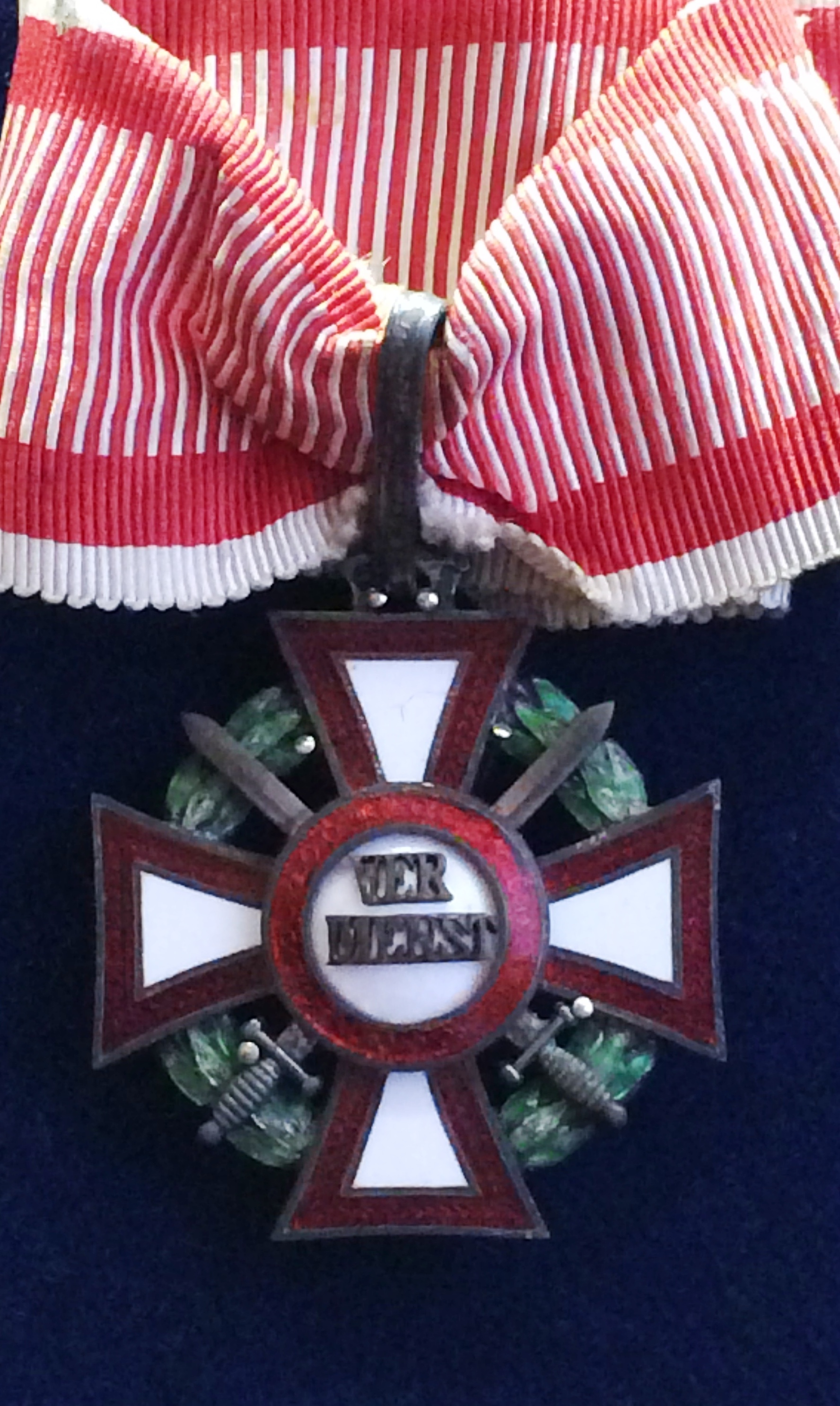
Katonai érdemkereszt 2. osztálya hadidíszítménnyel és kardokkal

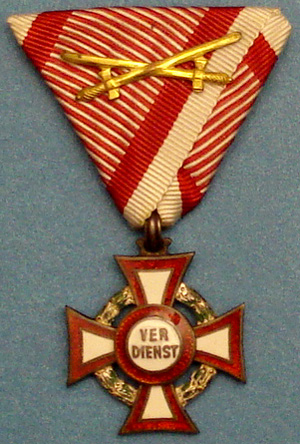
Katonai érdemkereszt 3. osztálya hadidíszítménnyel és kardokkal

A Katonai Érdemkereszt (németül: Militärverdienstkreuz; angolul: Military Merit Cross; horvátul: Vojni križ za zaslugea) a Habsburg Birodalom, majd az 1867-ben létrehozott Osztrák–Magyar Monarchia katonai kitüntetése volt. 1849 októbere és 1918 februárja között több módosítással alakult ki ez a kitüntetéscsalád, melyet tisztek kaphattak meg.

## Története
1849-ben Radetzky tábornagy javaslatára I. Ferenc József császár alapította azon tisztek számára, akik helytállásukkal és hősiességükkel háborúban, valamint kimagasló szolgálatukkal békeidőben kiérdemelték az adományozást.
Az első kitüntetéseket azon tisztek kapták meg, akik Radetzky tábornagy alatt szolgáltak az itáliai-hadjárat alatt, és részt vettek a Custozzai, illetve Novarai csatában 1848-ban, és 1849-ben. Körülbelül 1500 adományozásra került sor 1849-50 fordulóján. Ezek után a következő háborúkban került sor adományozásra: 1859-ben a Szárd–francia–osztrák háború, az 1864-es Porosz–osztrák–olasz háború, az 1866-os Porosz–osztrák–dán háború az 1877-78-as Orosz–török háború, ahol az Osztrák–Magyar Monarchia elfoglalta Bosznia-Hercegovinát és az 1899-es Bokszerlázadás.
A kitüntetés első felülvizsgálatára 1860-ban került sor, amikor ugyanis létrehozták az úgynevezett hadiékítményt (zöld színű koszorú a keresztszárak között), illetve a fehér zománcozást. Ettől fogva megkülönböztetésre kerültek a háborús, és a békeidőben adományozott kitüntetések.
A másik fontos módosítás 1914. szeptember 23-án következett be nem sokkal az első világháború kitörését követően. Három fokozatra osztották a kitüntetést. Az eddigi háromszögletű szalagon viselt kereszt lett a 3. osztály. Nyakban hordott keresztet (2. osztály), illetve a zubbony bal oldalára feltűzhető (1. osztály) keresztet hoztak létre.
A Monarchia idejében egy kitüntetés magasabb fokozatának elnyerése esetén a korábbi, alacsonyabb fokozatot le kellett tenni. A kitüntetés változatainak sokasága mutatja, hogy a kardos, vagy csak hadiékítményes alacsonyabb fokozatú kitüntetésnek szinte nagyobb becse volt mint a magasabb fokozatú alap kitüntetésnek.
Minden rendjelnél megvolt a lehetőség arra, hogy az alacsonyabb fokozat kardjaival, hadiékitményével feldíszítsék az elnyert magasabb osztály jelvényét.
Az alapító okirat szerint minden osztály rendelkezett békeidős, és háborús időszakra szóló kereszttel, de tekintettel a háború előrehaladtával, csak hadiékítményes, vagy hadiékítményes kardokkal variációt adományoztak.
1916. december 13-án a következő módosításokat foganatosították: a 3. osztály keresztbe helyezett kardokat kapott a háromszögletű szalagra "vitézség jeléül", illetve a 2. és 3. osztály pedig a keresztszárak közé kardokat. 1917. augusztus 1-jén létrehozták a 3. osztály többszöri adományozás lehetőségét egy 6 mm-es ismétlőpánt formájában. 1918. február 8-án pedig a 2. osztály vált többször adományozhatóvá.
Az első világháborút megelőzően külföldi katonatisztek ritkán részesültek a kitüntetés adományozásában. 
A kezdetektől fogva létezett úgynevezett gyémántokkal ékesített Katonai Érdemkereszt különböző fokozatokban, ami tábornokok, és tengernagyok számára adományoztak. Az első világháború során külföldi magas rangú katonákat is kitüntettek velük.
A világháború alatt a Magyar Királyi Honvédség kötelékében 5 elsőosztályú, 34 másodosztályú és 5590 harmadosztályú Katonai Érdemkeresztet adományoztak.

## Leírása
A Katonai Érdemkereszt egy körülbelül 30 mm-es kereszt formájú kitüntetés, ami vörös zománcozással körbe vett fehér zománcú kereszt, aminek a közepén egy szintén fehér, és vörös szegéllyel rendelkező körülbelül 13 mm-es kör alakú rész található, amin a VERDIENST Érdem szó található.
A 3. osztály a Vitézségi Érem úgynevezett hadiszalagján lóg, amíg a 2. osztály nyakban hordott és körülbelül 40 mm széles, a közepe 19 mm átmérőjű, és a hadiékítmény koszorúja 6 mm széles.
Az 1. osztály körülbelül 61 mm széles, a közepe 27 mm átmérőjű, és a hadiékítmény koszorúja 7 mm széles.

## Kitüntetettjeinek listája
- Habsburg–Tescheni Frigyes főherceg
- Habsburg–Tescheni Jenő főherceg
- Habsburg József magyar kormányzó
- I. Károly román király
- gróf Andrássy Sándor
- Berzeviczei és kakaslomnici Berzeviczy Béla
- Engelbert Dollfuß
- Fedor von Bock
- Csatay Lajos
- vitéz kisbarnaki Farkas Ferenc
- vitéz boldogfai Farkas Sándor
- Paul von Hindenburg
- Horthy Miklós (kormányzó)
- vitéz Jány Gusztáv
- vitéz csíkszentsimonyi Lakatos Géza
- vitéz ruszkini Lorx Viktor
- Erich Ludendorff
- August von Mackensen
- Erich von Manstein
- vitéz lovag spondalungai Metz Rezső
- vitéz lófő dálnoki Miklós Béla
- vitéz derzsi Pap Béla (1885–1916), hadnagy, királyi mérnök.
- vitéz Nemes nagyrákói és kelemenfalvi Rakovszky György
- Erwin Rommel
- vitéz bádoki Soós Károly
- gróf Stomm Marcel
- Vitéz báró uzsoki Szurmay Sándor
- vitéz Vincze Lajos
- Vörös János (vezérezredes)
- Werth Henrik
- Diendorfer (Dombay) Miksa Ágoston vezérőrnagy
- Diendorfer Sándor ezredes